# Montescaglioso
Montescaglioso ist eine Gemeinde in Italien in der Nähe von Matera in der Region Basilicata. Sie hat 9194 Einwohner (Stand am 31. Dezember 2022) und eine Fläche von 173 km².

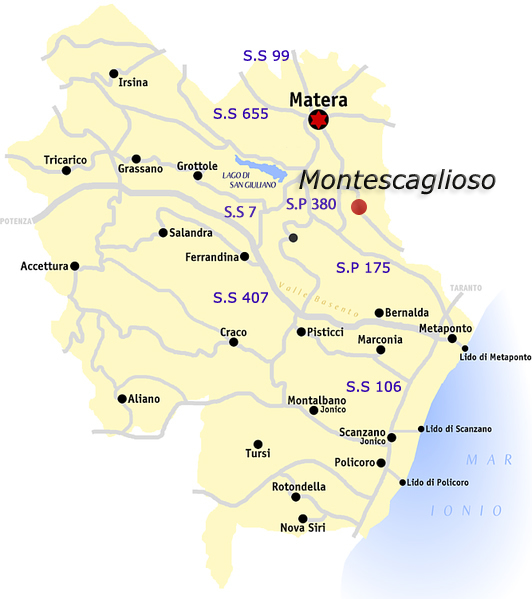
Lage des Ortes zwischen Matera und Bernalda

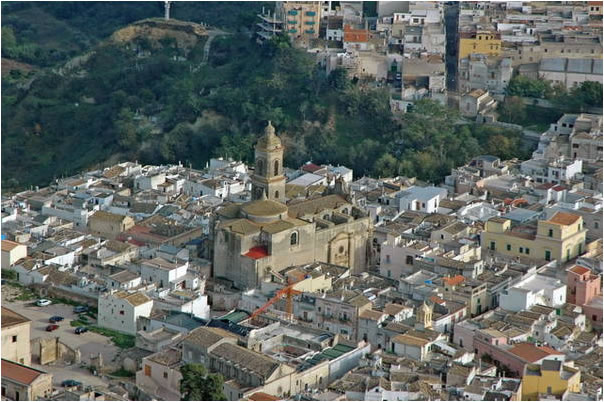
Montescaglioso, Blick auf das historische Zentrum

## Lage
Montescaglioso liegt 366 Meter über dem Meeresspiegel auf einem Hügel mit direktem Blick auf den Golf von Tarent. Es liegt zwischen der Provinzhauptstadt Matera und Bernalda. Die Nachbargemeinden sind: Bernalda, Ginosa (TA), Matera, Miglionico, Pisticci und Pomarico.

## Geschichte
Archäologen sind sich über die Herkunft des Ortsnamens und der Gründung des Ortes uneinig. Einerseits vermutet man die ersten Zeugnisse aus dem Jahr 373 v. Chr., andererseits vertritt D’Ambrosio, dass die ersten Siedler aus dem Jahr 655 v. Chr. stammten. Aus Grabfunden stammen lukanische Vasen des 7. – 6. vorchristlichen Jahrhunderts, attische aus dem 5. und apulische aus dem 4. Jahrhundert. Ein römisches Mosaik, das einen quattuorvir erwähnt, lässt vermuten, dass der Ort ein römisches Municipium war. 1925 wurde ein hellenistischer Telamon gefunden, der heute im Archäologischen Museum in Reggio Calabria ist.
Der Ort hieß im Mittelalter Mons Caveosus, wie sich aus Urkunden des 11. und 12. Jahrhunderts ergibt. Radulphus Machabeus, der Sohn Humfrieds, war mit Emma, einer Tochter Rogers I. verheiratet. Im Gegensatz zu anderen Dörfern zählte Montescaglioso, bedingt durch die Lage zu den sicheren Dörfer der Region Basilicata. Dank vier Aussichtspunkten, genannt „Cozzi“ (Torre Vedere, Serre, San Primo und San Antuono) war man vor Piratenüberfällen und anderen feindlichen Machenschaften rechtzeitig gewarnt und konnte Schutzmaßnahmen ergreifen.
In den Jahren 1880–1910 und 1957–1972 verließen zahlreiche Bewohner die Stadt und wanderten nach Kanada, USA, Schweiz, Deutschland oder Südamerika aus.

## Sehenswürdigkeiten

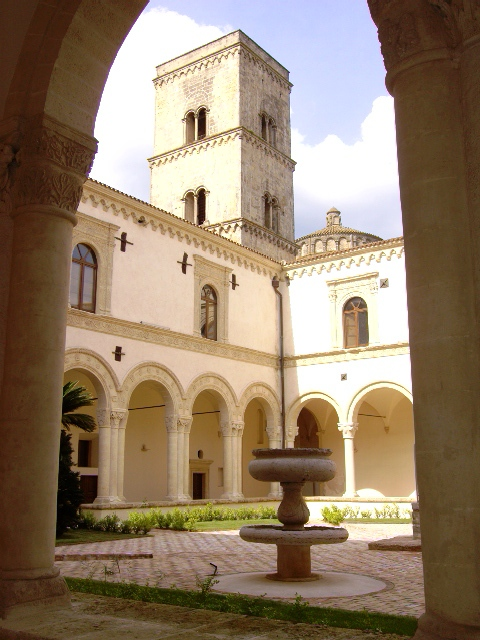
Die ehem. Benediktinerabtei zum Hl. Erzengel Michael (Blick in den Kreuzgang)

- Die Benediktinerabtei San Michele Arcangelo (Abtei z. hl. Erzengel Michael) wurde vom Grafen Humfried von Montescaglioso gegründet, ebenfalls von seinem Sohn Radulph und König Roger II. von Sizilien gefördert, sowie bereits von Gregor VII. in den päpstlichen Schutz genommen, was Paschalis II. und Alexander III. (1174) bestätigten. Da das Kloster eine Fälscherhochburg war, können keine zuverlässigen Daten für die Gründung genannt werden. Jedenfalls behielt das Kloster seinen Rang als exemte Abtei bis zum Jahr 1910. Die Klosteranlage besitzt 365 Zimmer und ist unterteilt durch zwei Innenhöfe und zwei Brunnen. Kern der Abtei sind der östliche der beiden Kreuzgänge (mit Blick auf den Campanile) und die Kirche, die Ende des 14. Jahrhunderts wieder aufgebaut wurde. Die Kolonnaden und Fresken sind von lukanischen Künstlern. Seit 1980 wird sie immer wieder saniert und bleibt für Besucher geschlossen. Bibliothek und Räume wurden saniert und neu eingerichtet. Im Jahre 2005 wurden diese Räume zur Besichtigung freigegeben.[2]

### Schutzheiliger San Rocco (1295–1327)
Im Jahre 1314 kam er im Alter von 27 Jahren nach Montescaglioso und war als Helfer und Heiler von Mensch und Tier tätig. Die von der Bevölkerung verehrte Statue stammt aus dem Jahre 1684 von einem Künstler aus Neapel. Renoviert wurde sie am 16. Dezember 1907 und steht seitdem auf der Piazza Roma. Die Säule beträgt 12 Meter und die Statue ist 1,80 Meter hoch. Nach dem Glauben der Einwohner beschützte San Rocco den Ort am 20. August 1857 vor größeren Schäden eines Erdbebens. Angeblich beugte sich die Statue über die Piazza, dann wieder zurück und das Erdbeben hörte sofort auf. Deswegen feiern am 20. August die Montesen den Heiligen San Rocco mit festlichem Umzug im Pferdewagen, geschmückten Straßen und einem Volksfest.

### Karneval
Der Karneval von Montescaglioso Mitte Februar besitzt eine lange Tradition. Kinder schneidern sich aus Zeitungen oder aus Mehlsäcken Kostüme. Mit Kleister kleben sie Streifen an und am Karnevalstag gehen die Kinder mit den selbst gemachten Kostümen von Tür zu Tür und erhalten Nahrungsmittel. Abends treffen sich alle Kinder an einer Feuerstelle und tauschen die Esswaren aus.

## Wirtschaft
Einer der beiden Haupterwerbszweige der Monteser ist die Landwirtschaft. Es werden Oliven geerntet und zu Öl weiterverarbeitet. Auch Obst, Gemüse, Wein werden angebaut, Käse und Salami hergestellt. Der Tourismus wurde zum weiteren Erwerbszweig. Viele Einheimische verdienen ihren Lebensunterhalt im Sommer in den Geschäften.